# 3279 Solon
3279 Solon este un asteroid din centura principală, descoperit pe 17 octombrie 1960, de PLS.